# 과포자
과포자(果胞子)는 생활사 중에 나타나는 포자로 홍조 식물이 만드는 것이다. 간단한 경우는 수정된 난자가 분열하여 과포자가 되는데, 대개의 경우는 수정란이 연락사를 만들어 영양 세포와 연락하면, 이 연락사로부터 조포사가 분리되어 그 위에 과포자가 만들어진다. 그래서 홍조 식물의 경우는 난자를 만드는 생식 기관을 '조과기(造果器)'라 한다. 또한, 조포사는 수정란에서 포자를 만들어 생식하는 독립된 세대로 생각할 수 있으므로, 이것으로 이루어진 식물체를 '과포자체'라고 한다.
진정홍조식물의 대부분은 배우체, 과포자체 및 4분 포자를 만드는 포자체의 3세대를 가지며 감수 분열은 보통 4분 포자를 형성할 때 행해진다. 그러나 네말리온속(屬)에서는 과포자가 발아할 때 감수 분열이 행해지므로 과포자체의 핵상은 단상이며, 생긴 과포자가 발생해서 배우체로 되돌아가는 두 세대에 의한 세대 교번이 이루어진다.